# Kostyantyn Vasyukov
Kostyantyn Vasyukov (en ukrainien : Костянтин Васюков ; né le 10 janvier 1981) est un athlète ukrainien, spécialiste du sprint.

## Carrière
En 1998, il remporte l'argent sur 100 mètres aux Jeux mondiaux de la jeunesse, organisés à Moscou, avec un temps de 10 s 79, derrière le Sud-africain Paul Gorries (10 s 76).
Kostyantyn Vasyukov se distingue en 1999, aux Championnats d'Europe juniors en prenant la troisième place sur 100 mètres, devancé par le Français Fabrice Calligny et le Britannique Mark Lewis-Francis.
En 2002, aux Championnats d'Europe, il remporte le relais 4 × 100 m en 38 s 53, associé à ses compatriotes Kostyantyn Rurak, Anatoliy Dovhal et Oleksandr Kaydash. Les Ukrainiens avaient initialement terminé deuxièmes derrière les Britanniques, mais ceux-ci ont par la suite été disqualifiés, pour une affaire de dopage impliquant Dwain Chambers, un des relayeurs. Ce titre européen permet en fin de saison au relais ukrainien de représenter l'Europe à la Coupe du monde des nations, où il prendra finalement la quatrième place.
Lors des Championnats d'Europe en salle 2005, Vasyukov remporte la médaille de bronze sur 60 mètres, derrière le Britannique Jason Gardener et le Français Ronald Pognon. Mark Lewis-Francis, initialement médaille d'argent, sera finalement disqualifié pour dopage.
En 2006, il participe aux Championnats du monde en salle sur 60 mètres, où il est éliminé en demi-finales (6 s 75). Plus tard dans l'année, aux Championnats d'Europe, Vasyukov est le deuxième relayeur de l'équipe ukrainienne qui prend la 7e place du relais 4 × 100 m.

### Palmarès
| Date | Compétition                    | Lieu     | Résultat | Épreuve   | Performance |
| ---- | ------------------------------ | -------- | -------- | --------- | ----------- |
| 1998 | Jeux mondiaux de la jeunesse   | Moscou   | 2e       | 100 m     | 10 s 79     |
| 1999 | Championnats d'Europe juniors  | Riga     | 3e       | 100 m     | 10 s 41     |
| 2002 | Championnats d'Europe          | Munich   | 1er      | 4 × 100 m | 38 s 53     |
| 2002 | Coupe du monde des nations     | Madrid   | 4e       | 4 × 100 m | 38 s 86     |
| 2005 | Championnats d'Europe en salle | Madrid   | 3e       | 60 m      | 6 s 62      |
| 2006 | Championnats d'Europe          | Göteborg | 7e       | 4 × 100 m | 39 s 54     |

#### Autres
- Champion d'Ukraine sur 100 mètres : 2009[10].

### Records
| Épreuve    | Performance | Lieu | Date            |
| ---------- | ----------- | ---- | --------------- |
| 100 mètres | 10 s 22     | Kiev | 14 juillet 2006 |
| 200 mètres | 21 s 32     | Kiev | 6 août 2000     |

| Épreuve   | Performance | Lieu             | Date                           |
| --------- | ----------- | ---------------- | ------------------------------ |
| 50 mètres | 5 s 84      | Groningue        | 5 février 2005                 |
| 60 mètres | 6 s 61      | Zaporijia Samara | 29 janvier 2004 2 février 2005 |